# Hypsophrys nicaraguensis
Espèce
Hypsophrys nicaraguensis est une espèce de poissons d'eau douce de la famille des Cichlidae qui se rencontre en Amérique centrale.

## Description
Hypsophrys nicaraguensis mesure 25 cm pour les mâles et 20 cm pour les femelles.

## Biotope
Hypsophrys nicaraguensis vit dans des eaux dont les caractéristiques sont les suivantes :
- pH : de 7,0 à 8,0
- dH : de 9 à 20
- température : 23 à 36 °C